# Ronde look
Ronde look (Allium rotundum) is een bolgewas uit de narcisfamilie. 
Deze looksoort is te vinden op zonnig en warm (vaak met zuidelijke expositie), droog tot iets vochtig, zwak basisch tot kalkrijk, stikstofarm tot matig stikstofrijk, voedselrijk substraat. Ze bereikt hoogten van 30 tot 80 cm en groeit in bosranden en bermen, in akkerranden en kalkgraslanden, in wijngaarden en op muren en verder ook op ruderale plekken. 
De plant stamt uit Midden- en Zuid-Europa, Klein-Azië, Zuid-Oekraïne en de Kaukasus en is in Nederland onopzettelijk ingevoerd. In Nederland is hij adventief in de duinen waar het waarschijnlijk met fazantenvoer is aangevoerd, maar vroeger werd hij ook op andere plaatsen in Nederland waargenomen. De ondergrondse bol draagt vaak kleinere, zwartachtige, lang gesteelde nevenbollen en de rolronde stengels hebben smalle, met merg gevulde, vlakke en lijnvormige bladeren. De spoedig afvallende bloeischede is korter dan de rijkbloemige bloeiwijze en draagt uitsluitend purperkleurige bloemen. De binnenste helmdraden zijn driedelig en alleen de zijtanden daarvan steken boven het bloemdek uit.